# 1983.9.30 CHAGE&ASUKA LIVE IN YOYOGI STADIUM
『1983.9.30 CHAGE&ASUKA LIVE IN YOYOGI STADIUM』（1983.9.30・チャゲアンドアスカ ライブ・イン・ヨヨギ・スタジアム）は、チャゲ&飛鳥（現：CHAGE and ASKA）のライブ・アルバム。LP盤は1983年11月16日に発売された。発売元はワーナー・パイオニア（現：ワーナーミュージック・ジャパン）。
2009年9月23日にはSHM-CDとして再発売をしている。

## 背景
ライブ・アルバムとしては、1981年に発売した『ライブ・イン田園コロシアム 〜The 夏祭り'81』以来、2作目である。
本作は、コンサートツアー『21世紀への招待 part 1』の中で、1983年9月30日に国立代々木競技場第一体育館で行われた公演の模様を収めたものである。国立代々木競技場第一体育館がライブに使用されたのは、この公演が初めてである。

## リリース
レコード盤が廃盤後長らくCD化されていなかったが、2009年9月23日に紙ジャケット・シリーズの一環として、SHM-CD仕様でヤマハミュージックコミュニケーションズより再発売され、初CD化となった。
また、このライブの模様は映像化されており、『GOOD TIMES 1983.9.30 国立代々木競技場LIVE』（VHS、1984年4月1日発売）及び『CHAGE and ASKA LIVE DVD BOX 1』（DVD〔3枚組のうちの1枚〕、2009年8月26日発売）に収められている。この映像作品には本作には収録されていない「21世紀」と「誓い」の2曲が収録されている。

## 収録曲
| #  | タイトル                 | 作詞     | 作曲   | 編曲     | 時間 |
| -- | ------------------------ | -------- | ------ | -------- | ---- |
| 1. | 「草原の静（Overture）」 |          | 飛鳥涼 | 瀬尾一三 | 1:38 |
| 2. | 「闇」                   | チャゲ   | チャゲ | 平野孝幸 | 5:49 |
| 3. | 「熱風」                 | 松井五郎 | 飛鳥涼 | 笛吹利明 | 5:41 |
| 4. | 「真夏の国境」           | 飛鳥涼   | 飛鳥涼 | 瀬尾一三 | 5:46 |
| 5. | 「安息の日々」           | 飛鳥涼   | 飛鳥涼 | 瀬尾一三 | 6:49 |

| #         | タイトル               | 作詞             | 作曲      | 編曲      | 時間  |
| --------- | ---------------------- | ---------------- | --------- | --------- | ----- |
| 6.        | 「終章（エピローグ）」 | チャゲ、田北憲次 | チャゲ    | 瀬尾一三  | 4:21  |
| 7.        | 「マリオネット」       | 飛鳥涼           | 飛鳥涼    | 瀬尾一三  | 5:10  |
| 8.        | 「Fifty-Fifty」        | 松井五郎         | チャゲ    | 平野孝幸  | 4:47  |
| 9.        | 「華やかに傷ついて」   | 飛鳥涼           | 飛鳥涼    | 平野孝幸  | 4:56  |
| 10.       | 「お・や・す・み」     | 飛鳥涼           | 飛鳥涼    | 瀬尾一三  | 4:53  |
| 合計時間: | 合計時間:              | 合計時間:        | 合計時間: | 合計時間: | 49:50 |

| #  | タイトル                     | 作詞       | 作曲     | 編曲     | 時間 |
| -- | ---------------------------- | ---------- | -------- | -------- | ---- |
| 1. | 「眠ったハートに火をつけて」 | 松井五郎   | チャゲ   | 大村雅朗 | 5:33 |
| 2. | 「ボヘミアン」               | 飛鳥涼     | 井上大輔 | 平野孝幸 | 3:58 |
| 3. | 「御意見無用'83」            | 阿里そのみ | チャゲ   | 平野孝幸 | 5:26 |
| 4. | 「あの娘にハ・レ・ル・ヤ」   | 飛鳥涼     | 飛鳥涼   | 平野孝幸 | 6:59 |

| #         | タイトル             | 作詞      | 作曲      | 編曲      | 時間  |
| --------- | -------------------- | --------- | --------- | --------- | ----- |
| 5.        | 「夢を見ましょうか」 | チャゲ    | チャゲ    | 平野孝幸  | 6:00  |
| 6.        | 「魅惑」             | 飛鳥涼    | 飛鳥涼    | 後藤真和  | 5:07  |
| 7.        | 「ひとり咲き」       | 飛鳥涼    | 飛鳥涼    | 瀬尾一三  | 7:42  |
| 8.        | 「声を聞かせて」     | 飛鳥涼    | 飛鳥涼    | 平野孝幸  | 6:54  |
| 合計時間: | 合計時間:            | 合計時間: | 合計時間: | 合計時間: | 47:39 |

## 楽曲解説

### DISC 1
1. 草原の静（Overture）
2. 闇
エンディングから「21世紀」の前奏に入り、突然「熱風」のイントロが始まる。
3. 熱風
4. 真夏の国境
5. 安息の日々
6. 終章（エピローグ）
7. マリオネット
8. Fifty-Fifty
9. 華やかに傷ついて
10. お・や・す・み

### DISC 2
1. 眠ったハートに火をつけて
2. ボヘミアン
3. 御意見無用'83
4. あの娘にハ・レ・ル・ヤ
5. 夢を見ましょうか
6. 魅惑
7. ひとり咲き
8. 声を聞かせて
このライブのために作られた楽曲。飛鳥が初めてピアノで作った楽曲で、ライブの4日前に制作した[1]。

## 参加ミュージシャン
- Keyboards：平野孝幸
- E.Bass：後藤真和
- YAMAHA Drums：今泉正義
- E.Guitar：大平彰彦
- Acc Guitar and E.Guitar：チャゲ
- Acc Guitar：飛鳥涼